# 국무원홍콩마카오사무판공실

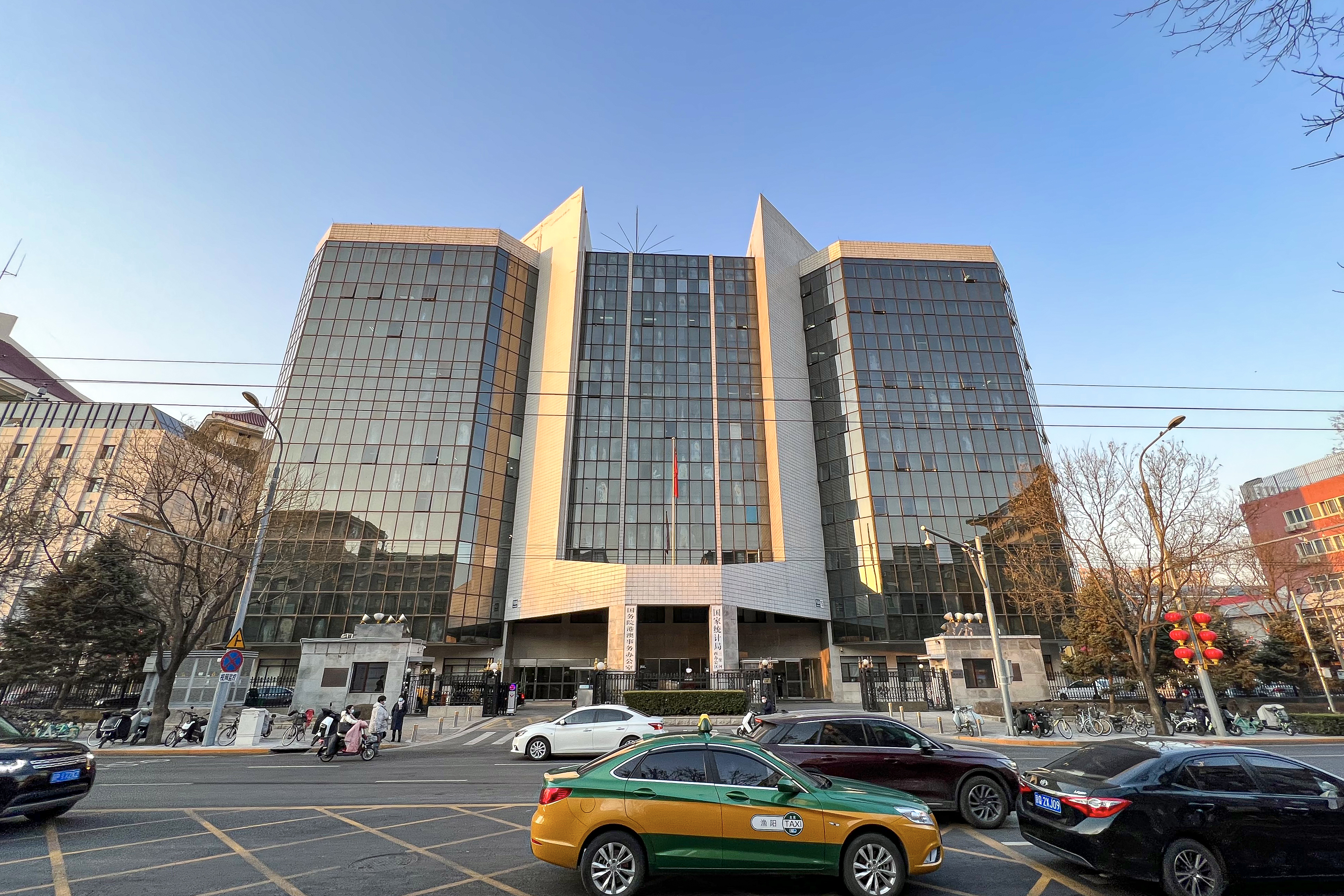

국무원홍콩마카오사무판공실(국무원항오사무판공실, 중국어 간체자: 国务院港澳事务办公室, 정체자: 國務院港澳事務辦公室, 병음: guówùyuàn GǎngÀo shìwù bàngōngshì)는 중화인민공화국의 특별행정구인 홍콩, 마카오의 정책등을 관할하는 중화인민공화국 국무원 소속 행정 기관이다. 주로 홍콩, 마카오의 사회에 관한 연구, 홍콩, 마카오와 중국 본토의 경제, 과학, 교육등의 협력 및 교류를 촉진하는 역할, 홍콩, 마카오와 중앙정부 사이의 연락을 감독등의 업무를 담당한다.

## 같이 보기
- 중앙인민정부 주홍콩연락판공실
- 일국양제
- 홍콩특별행정구
- 마카오특별행정구